# Hiddekel Cavus
Hiddekel Cavus és una formació geològica de tipus cavus a la superfície de Mart, localitzada amb el sistema de coordenades planetocèntriques a 29.62 ° ° latitud N i 16.48 ° longitud E, que fa 23.3 km de diàmetre. El nom va ser aprovat per la UAI el 17 de maig de 2016 i fa referència a una característica d'albedo.